# Керванът (сборник)
„Керванът. Годишник приказки от 1826 г. за синове и дъщери от знатни съсловия“ (на немски: Die Karawane. Märchen-Almanach auf das Jahr 1826 für Söhne und Töchter gebildeter Stände) е първият сборник с приказки на писателя Вилхелм Хауф, публикуван през 1826 година.

## Сюжет
Внимание:  Текстът по-долу разкрива сюжета на произведението (или части от него)!
... Един ден в пустинята върви голям керван, който принадлежи на няколко търговци, които се връщат от Мека към Кайро. Изведнъж, в средата на пустинята, те се срещнат с красивия ездач Селим Барух. Той им обяснява, че е бил пленен от разбойници, избягал е, а сега моли да му помогнат да стигне до най-близкия град. Добрите търговци с радост се съгласяват да помогнат на пътника. По време на една от спирките за почивка един от търговците се оплаква от скука, и тогава Селим Барух неочаквано им предлага да се забавляват с приказки ... Неговата първа приказка е за ... Халифът Щърк.
Идеята да прекарат така времето си се харесва на търговците и на следващата спирка търговецът Ахмед разказа историята си за ... Корабът на призраците
Минава още един ден. На следващата спирка търговецът Мулей се обръща към търговеца-немюсюлманин, гръкът Залейкос, да разкаже своята история. Залейкос е еднорък, винаги е много мрачен и търговци предполагат, че зад това се крие някаква мрачна тайна. След известно колебание, гъркът разказва на търговците своята тъжна история за ... Отсечената ръка.
На следващия ден се случва странен инцидент. Към кервана се приближава голяма тълпа въоръжени конници, приличащи на номадски крадци. Търговците са много разтревожени, началникът на охраната на кервана се готви да окаже на злодеите решителен отпор, но изведнъж се намесва Селим Барух. Той моли да прикрепят към копието малка синя кърпа с червени звезди и да поставят копието над главната палатка като знаме. Виждайки този знак, номади веднага се оттеглят. Салим обяснява, че е откраднал кърпичката, докато е бил държан като пленник от разбойниците, и, както изглежда, това е знак забраняващ им нападение. Успокоените търговци подхващат разговори за крадци и веднага си спомнят за най-страшните от тях – безмилостния и могъщ Орбасан. Всички започват да хулят злодея, но изведнъж се търговецът Лезах се застъпва за Орбасан. Той обяснява, че крадецът наистина му е помогнал, и в потвърждение на думите си им разказва една невероятна история за ... Спасението на Фатме.
... Пътуването вече е към своя край. Керванът достига един оазис, където един от търговците, винаги веселият Мулей, забавлява другарите си с комичен танц, и след това им разказва интересната история за ... Малкият Мук.
Решавайки да останат в очарователния оазис за още един ден, вечерта търговците шеговито молят друг търговец, на име Али Сизах, да разкаже нещо интересно. Али Сизах дълго отказва, позовавайки се на това, че в живота му не е имало някакви необичайни събития, но в крайна сметка разказва на спътниците си интересната приказка за ... Мнимият принц.
Накрая керванът стига до Кайро. Доволните от пътешествието търговци топло се сбогуват помежду си, а Залейкос кани Селим Барух да го посети в кервансарая. Вечерта Залейкос чува зад себе си стъпките на госта, и обръщайки се вижда човек с маска, криеща лицето му, и с червен плащ, същият чужденец, заради когото е загубил ръката си! Изненадата на Залейкос става още по-силна, когато гостът си сваля маската, и непознатият се оказва Селим Барух! Барух успокоява гърка и предлага да обясни всичко, разказвайки историята на живота си.
„Селим Барух“ е роден в Александрия, в семейството на френския консул. От ранна възраст живее във Франция, но след Френската революция, семейството му е било принудено да напусне страната. Но скоро идва ново нещастие. Съпругата на по-големия брат на „Селим“ избягва от мъжа си при млад благородник от Флоренция. Брат му се опита да върне жена си обратно, но бащата на невярната съпруга примамва брата и бащата на „Селим“ в капан, и след това ги изпраща в революционна Франция, където са били обезглавени на гилотината. И целият си живот „Селим“ посвещава на отмъщението за убитите роднини.
Преселвайки се във Флоренция, „Селим“ дълго избира начин на отмъщение. И накрая, той решава да лиши управителят от най-скъпото – хубавата му дъщеря Бианка, коварната изменница. С помощта на слугата Пиетро, който мрази господаря си, „Барух“ може да се промъкне в къщата през нощта, но му липсва решителност да убие младото момиче. Тогава „Селим“ измисля познатата на Залейкос история, и осъществява с помощта на гърка замисленото отмъщение. Чувствайки разкаяние, „Селим“ решава до края на живота си да помога на нещастния Залейкос, който така пострадва заради него. Във Франция „Селим“ никога не се завръща. Той се присъединява към малък отряд номади в пустинята и заживява свободен живот ...
След като завършва тази невероятна история, „Селим“ моли Залейкос за прошка, и гъркът му прощава. Залейкос иска да узнае сегашното име на „Селим“. „Барух“ внимателно поглежда към търговеца и казва:
| „ | –Наричат ме господаря на пустинята – името ми е Орбасан. | “ |